# Коноид

Гиперболический параболоид z=xy можно рассматривать как коноид с осью X в качестве оси коноида.

Гиперболический параболоид z=xy можно рассматривать как коноид с осью Y в качестве оси коноида.

Коно́ид — линейчатая поверхность, у которой образующие пересекают фиксированную прямую — ось коноида. Если все образующие коноида перпендикулярны его оси, то такой коноид называют прямым.
Например, гиперболический параболоид является коноидом, за ось можно взять любую его образующую.
Коноид можно представить параметрическими уравнениями
{\displaystyle x=v\cos u+lf(u),y=v\sin u+mf(u),z=nf(u)}
где {ℓ, m, n} — вектор, параллельный оси коноида, а ƒ(u) является некоторой функцией.
Если ℓ = m = 0 и n = 1, то коноид будет правильным.